# Cumalıkızık
Cumalıkızık je vas v Turčiji, ki se nahaja 10 km zahodno od mesta Bursa, v okrožju Yıldırım, ob vznožju gore Uludağ. Zgodovina vasice sega v obdobje začetka Otomanskega imperija. 
Skupaj se v vasi nahaja 270 zgodovinskih hiš. Nekatere se še restavrirajo, v okrog 180 pa še živijo ljudje. 